# Mauer-Drehzahnmoos
Das Mauer-Drehzahnmoos (Tortula muralis) ist wahrscheinlich das häufigste Moos auf Mauern und Steinen in den Innenstädten.

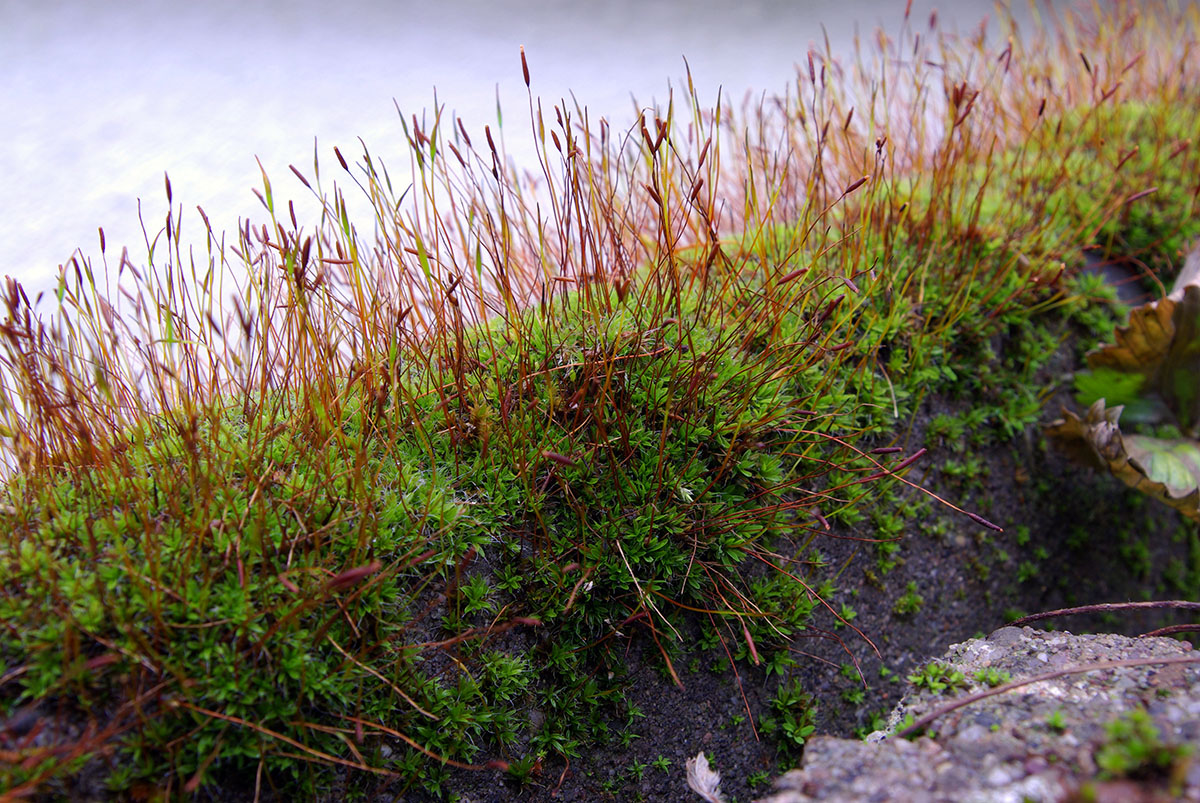
Mauer-Drehzahnmoos (Tortula muralis) mit etlichen gestielten Sporenkapseln.

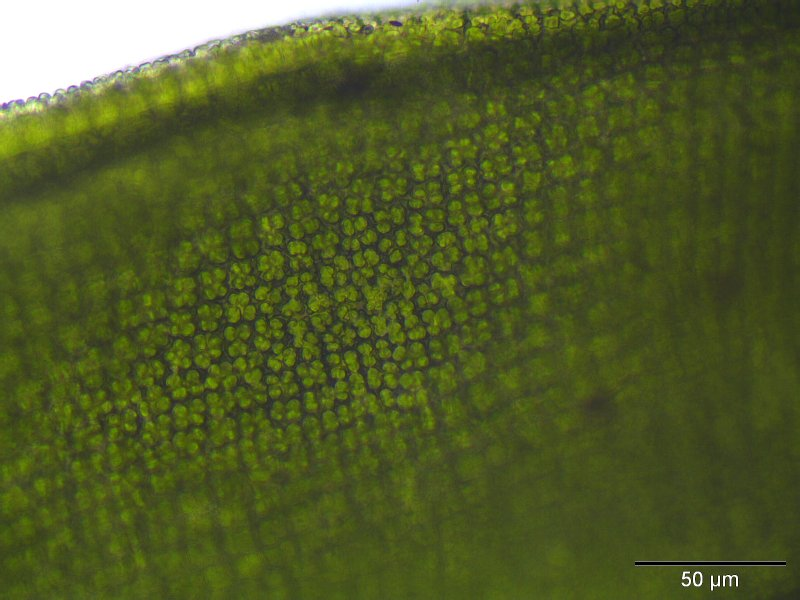
Stark papillöse (warzige) Laminazellen bei 400-facher Vergrößerung

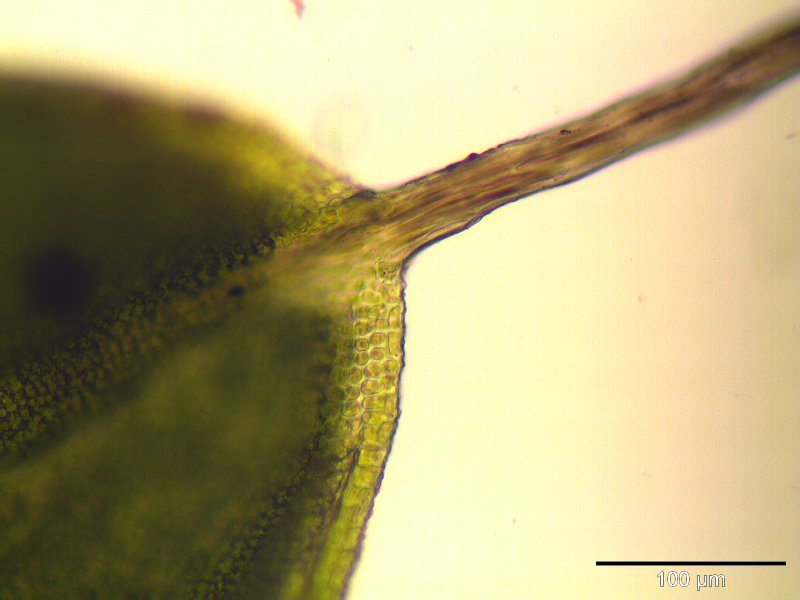
Gelblich gefärbter Blattsaum bei 250-facher Vergrößerung

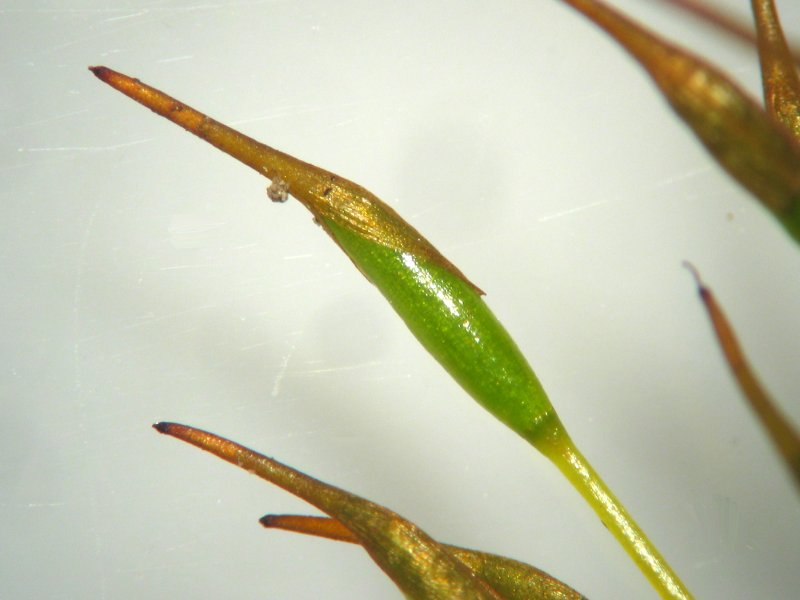
Kalyptra des Mauer-Drehzahnmooses (Tortula muralis)

## Merkmale
Es bildet niedrige Kissen von ca. 5 mm Höhe. In feuchtem Zustand ist es gelblich grün. In trockenem Zustand wirken die Blätter schwärzlich. Durch die langen weißen Haare an den Spitzen der Blätter bekommen die Kissen insgesamt eine schwärzlich-gräuliche Farbe. Die Stämmchen besitzen einen dichten Rhizoidenfilz.
Die unteren Blätter sind kleiner als die oberen, so dass sich am Stämmchenende eine kleine Rosette befindet. Von der Form her sind die Blätter zungenförmig. Die Mittelrippe tritt als langes chlorophyllloses Haar aus. Die Blattränder sind umgerollt.
Die fast stets zahlreich gebildeten Kapseln stehen aufrecht auf einer 1–2 cm langen Seta. Von der Form her sind sie lang zylindrisch, manchmal etwas gekrümmt. Die Peristomzähne sind 2- bis 3-mal links gewunden. Die Seta ist zunächst gelblich und wird im Alter dann dunkel purpurn bis braun.
Das Mauer-Drehzahnmoos zeigt Ähnlichkeiten mit dem Dach-Drehzahnmoos (Syntrichia ruralis). Natürlich kommt dieses in erster Linie auf Felsen und Erde vor, besiedelt aber auch Mauern, Beton und Dächer. Selten ist es sogar auf totem Holz oder auf Borke zu finden. Es bildet Stämmchen aus, die bis zu 8 cm hoch werden können. Normalerweise erreichen diese jedoch nur eine Höhe von etwa 2 bis 4 cm.
Von dem ebenfalls in Innenstädten häufigen Mauermoos Polster-Kissenmoos (Grimmia pulvinata) ist das Mauer-Drehzahnmoos (Tortula muralis) an der langen Seta und der in feuchtem Zustand gelbgrünen Farbe leicht zu unterscheiden.

## Vorkommen
Früher war Tortula muralis ein Moos der Kalkfelsen. Heute kann man es praktisch überall finden, wo es Mauern, Betonflächen, Grabsteine etc. gibt. Es wächst sowohl an waagerechten als auch an senkrechten Flächen und ist unter den Moosen, die Mauern in Innenstädten besiedeln, dasjenige, welches die trockensten Standorte bevorzugt.
Es kommt heute auf der ganzen Welt vor.